# Santa Lucia in Selci
Santa Lucia in Selci, früher auch Santa Lucia in Orphea, ist eine Kirche in Rom. Sie befindet sich auf dem römischen Hügel Esquilin im Stadtteil Monti. Ihren Namen erhielt sie von ihrer Lage an der gepflasterten (italienisch = selciato) Via Labicana.
Die Kirche und das angrenzende Kloster wurden von Papst Symmachus Anfang des 6. Jahrhunderts gegründet und über den Resten eines antiken Gebäudes erbaut. Dabei handelte es sich vermutlich um den Porticus Liviae, dessen Bögen noch in der Fassade des Klosters ablesbar sind, aber zurzeit zum großen Teil unter Putz liegen. Der Porticus Liviae lag entlang des Clivus Suburanus, der hier der heutigen Via in Selci entspricht.

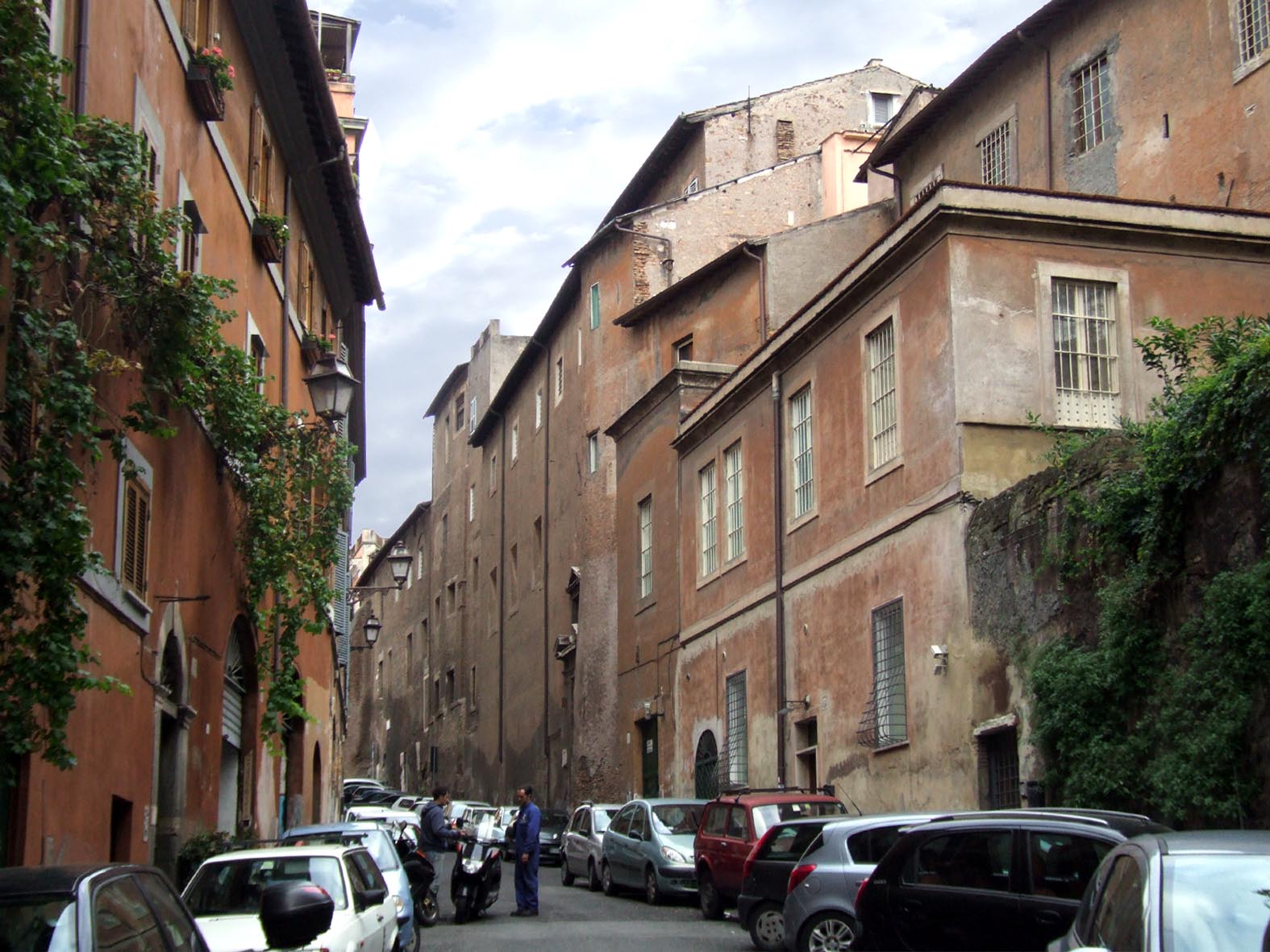
Fassade von Santa Lucia in Selci und dem angeschlossenen Kloster

Das Kloster, das über eine kleine Konventkirche verfügte, gehörte Augustiner-Mönchen. Auf Initiative Papst Sixtus´ V. wurde die Kirche ab 1596 von Carlo Maderno überarbeitet. Nach dem Tod Madernos 1629 vergrößerte Antonio Casone das Kloster. 1637 übernahm der Neffe Madernos Francesco Borromini die Bauleitung. Ihn bat man auch, den Hochaltar zu „bereinigen“, den er in Folge – mit dem Einverständnis der Augustiner – völlig umgestaltete. Das Altarbild der Heiligen Dreieinigkeit wurde von Cavalier d’Arpino gemalt. Das Gemälde des Martyriums der Heiligen Lucia in der ersten Kapelle schuf Giovanni Lanfranco. Die Cappella Landi gilt als eines der ersten eigenständigen Werke Francesco Borrominis.

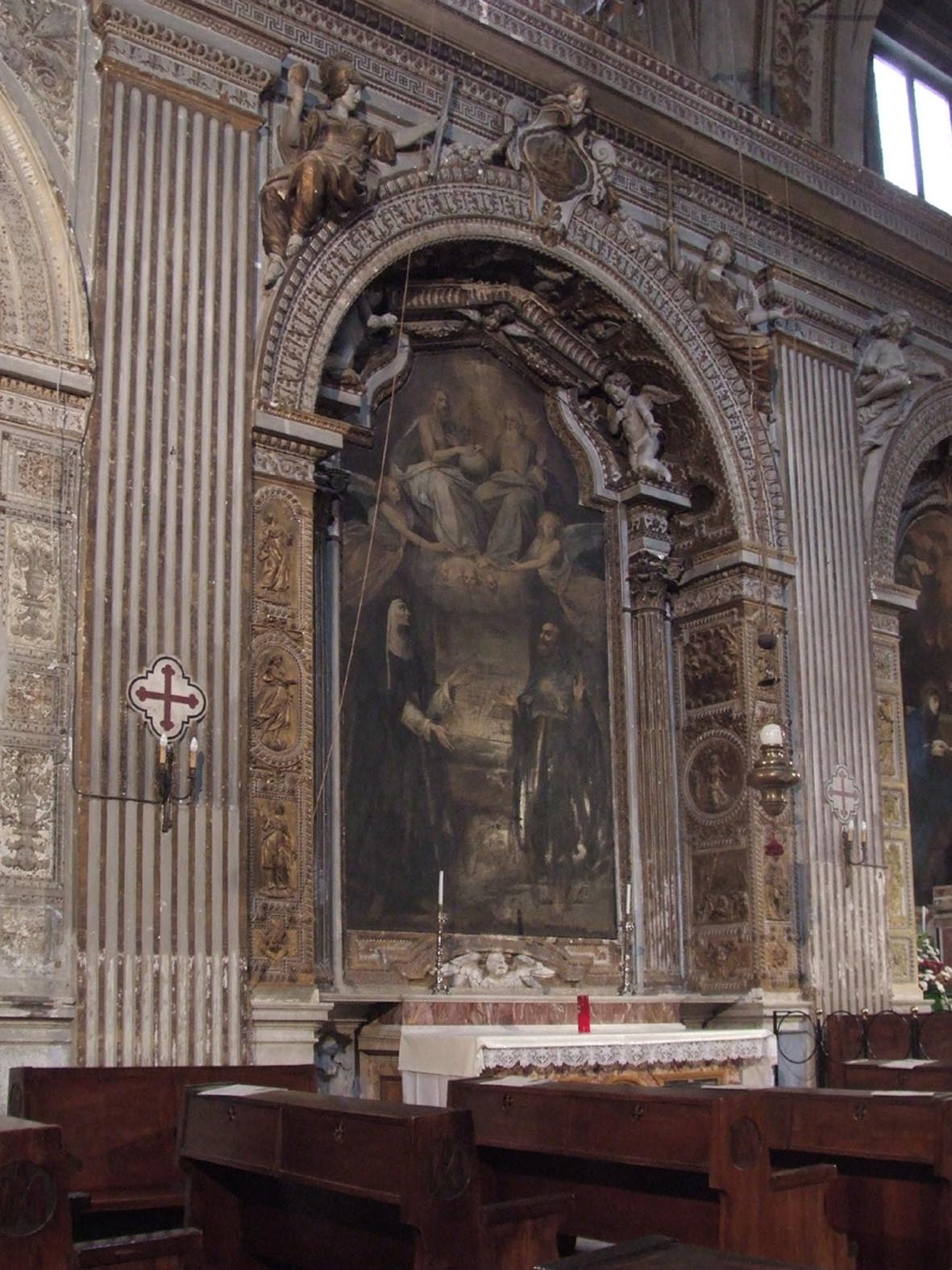
Capella Landi

Die Kirche war einst eine Titeldiakonie, die aber 1587 aufgehoben wurde.